# Holoneurus ciliatus
Holoneurus ciliatus är en tvåvingeart som beskrevs av Jean-Jacques Kieffer 1896. Holoneurus ciliatus ingår i släktet Holoneurus och familjen gallmyggor. Inga underarter finns listade i Catalogue of Life.